# Gomphosus
Genre
Gomphosus est un genre de poissons de l'ordre des Perciformes, de la famille des Labridae. 

## Liste d'espèces
Selon World Register of Marine Species (1 octobre 2015) :
- Gomphosus caeruleus Lacepède, 1801 -- labre oiseau
- Gomphosus klunzingeri Klausewitz (non reconnu par FishBase (1 octobre 2015)[3] et ITIS (1 octobre 2015)[1])
- Gomphosus varius Lacepède, 1801 -- labre perroquet

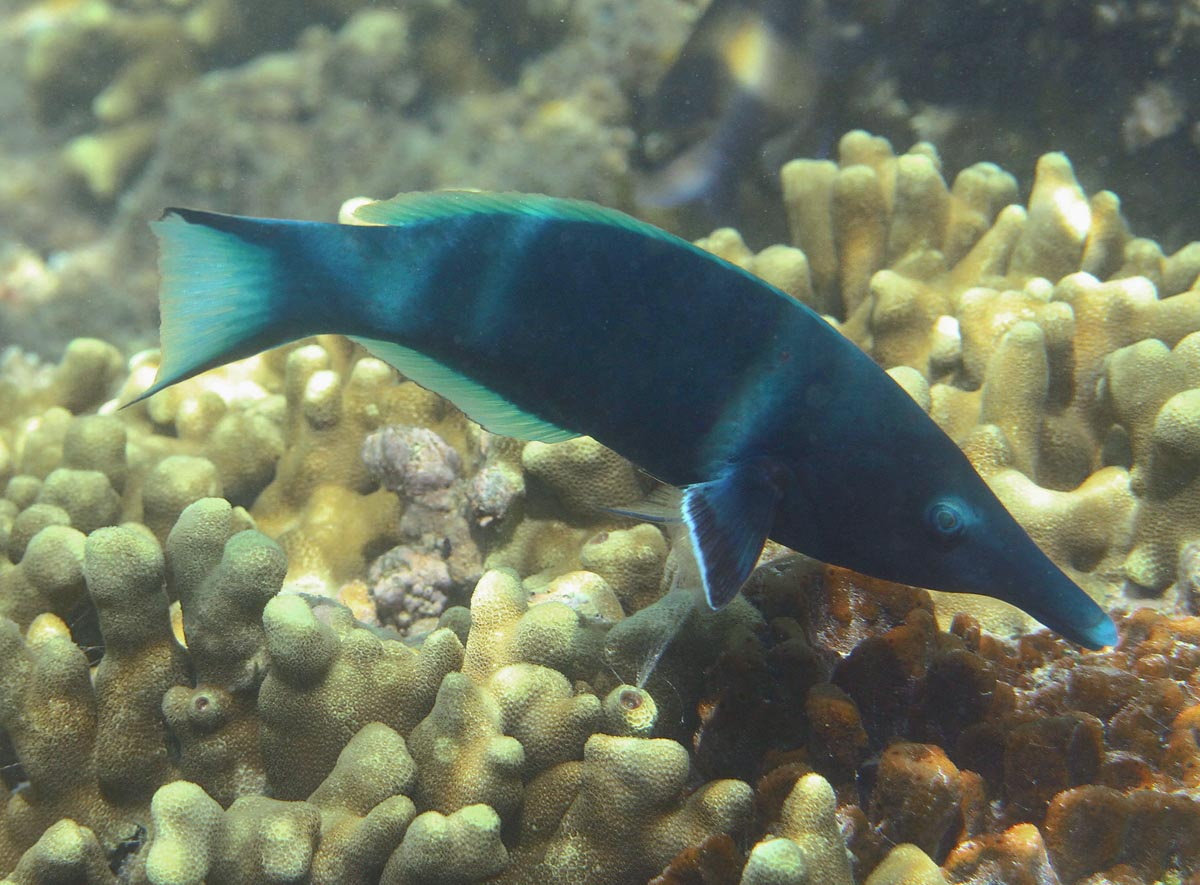
Gomphosus caeruleus (mâle)
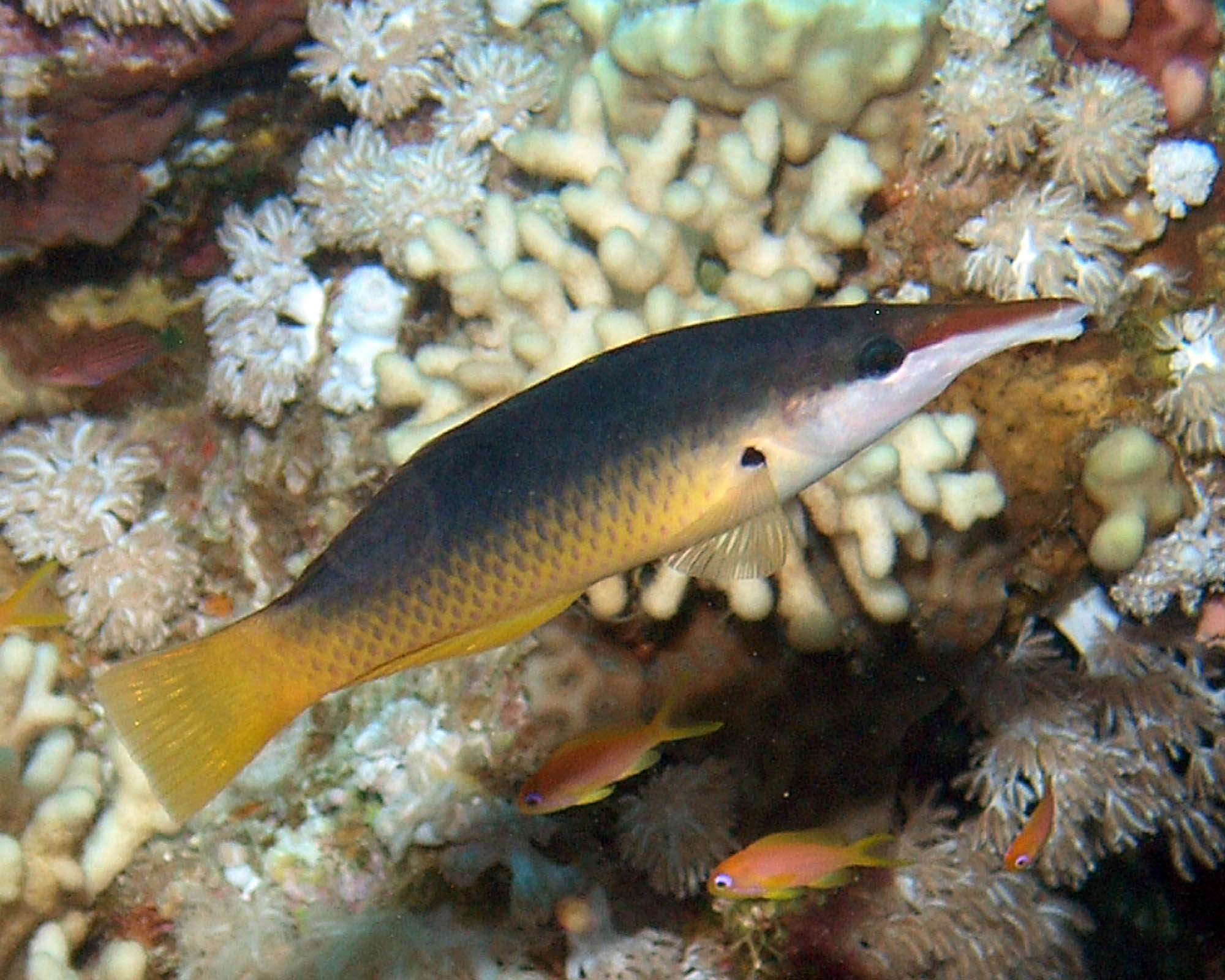
Gomphosus caeruleus (femelle)
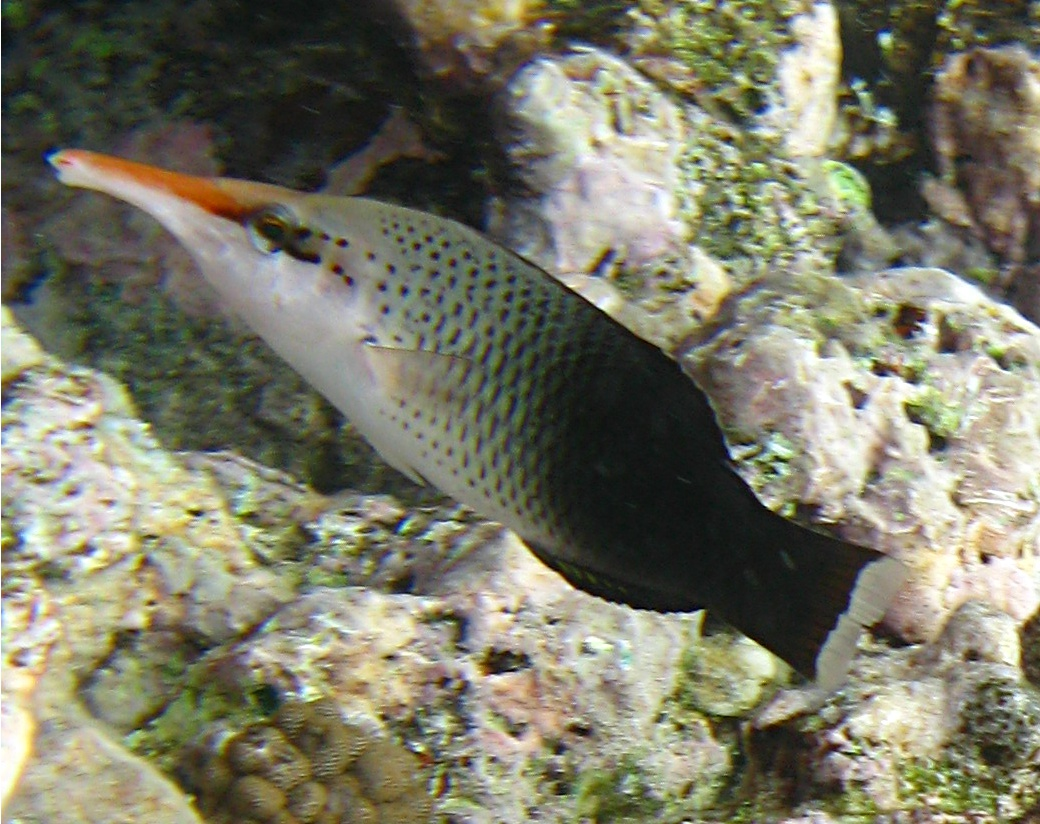
Gomphosus varius (femelle)
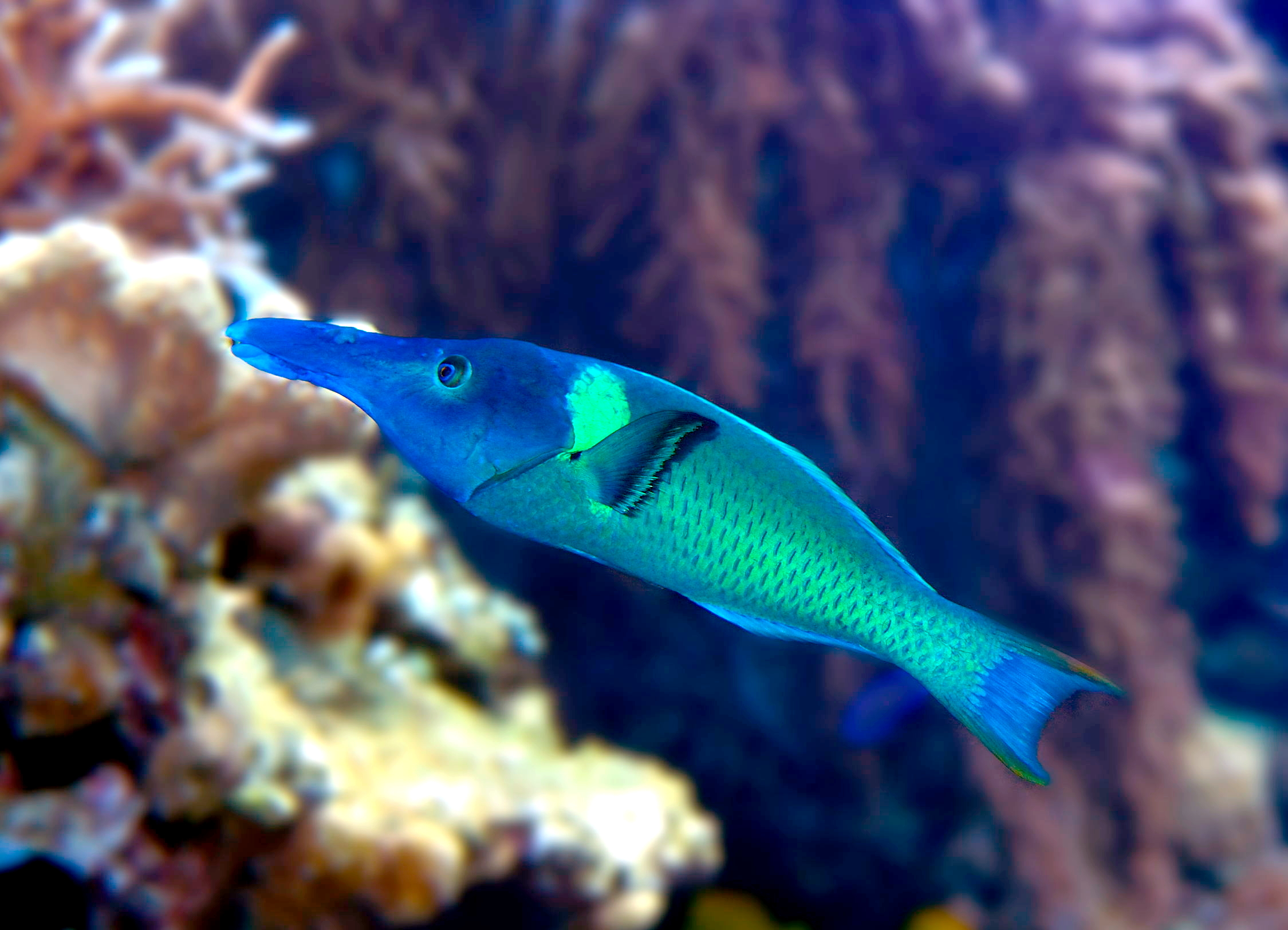
Gomphosus varius (mâle)